# Ливаны
Ли́ваны (латыш. Līvāniо файле; латг. Leivuons; до 1917 года — Ливенго́ф) — город на востоке Латвии в историко-культурной области Латгалия, административный центр Ливанского края. Расположен на правом берегу реки Даугава (Западная Двина), при впадении в неё реки Дубна.

## История

### Ливенгоф
Начало современного города Ливаны связано с 1533 годом, когда местный немецкий землевладелец Ливен основал здесь поместье и назвал его в свою честь — Lievenhof. В 1677 году Ливенгоф был передан в собственность польского магната Леонарда Покиджа (пол. Leonard Pokidź). Будучи католиком, в 1678 году он построил здесь первую католическую церковь. Храм стоял на берегу реки Дубны, близко к нынешнему месту расположения 1-й средней школы.
В 1824 году Ливенгоф получает статус местечка. В 1854 году здесь открывается вторая народная школа в Латгалии. Другое важное событие — открытие первой местной аптеки (1869).
В 1897 году в Ливенгофе жило 2668 человек, в том числе лиц римско-католического вероисповедания — 485 чел., лютеранского — 651 чел., иудейского — 1406 чел.

### Статус города
С образованием независимой Латвийской Республики населённый пункт получает нынешнее название Ливаны, а в 1926 году — статус города. В это время здесь было приблизительно 370 жилых домов (большинство из них — деревянные здания), построенных преимущественно вдоль главной улицы. На улице располагалось множество маленьких магазинчиков, которые в основном принадлежали местным евреям. В середине 1930-х годов в Ливанах имелось примерно 180 магазинов. Город также играл роль местного культурно-регионального центра.

### Центр района
В советское время Ливаны стали промышленным центром Прейльского района, чему способствовало наличие железнодорожной станции на дороге Рига — Даугавпилс.

## Промышленность
В советское время Ливаны развивались как региональный промышленный центр. Были созданы или укрупнены и успешно работали несколько крупных предприятий.

### Ливанский стекольный завод
Истоки завода восходят к мастерской немецкого торговца Юлиуса Фогеса, основанной в 1887 году. В начале XX века она превратилась в крупнейшее стекольное производство. Однако в 1903 году Фогес продал попавшее в долги предприятие новым владельцам — ими стали купец первой гильдии из Харькова Михаил Ясный и помещик Владимир Борткевич. Они модернизировали производство стекла в Ливаны по образцу других аналогичных производств, имевшихся на территории Российской империи.
В 1904 году было учреждено акционерное общество «Ливенгофское стекольно-пробочное производство» с центром в Санкт-Петербурге. В 1908 году построено производство пробок для бутылок, что позволило комплектовать их для заказчиков. Производство продукции росло, в 1912 году на крупнейшем в Лифляндской губернии стекольном заводе работало 513 человек. Они выпускали 22 тысячи пудов (32 тонны) продукции в месяц.
После эвакуации оборудования с началом Первой мировой войны фабрика смогла возродиться только в 1922 году, однако сбыта продукции не было, и к 1934 году её закрыли.
В 1944 году, после освобождения посёлка Ливаны от немецких оккупантов, решили возродить фабрику, которая со временем превратилась в завод тары и художественного стекла. Объём производства уже в 1957 году достиг 1,7 млн изделий в год. К столетию завода, 1987 году, там трудилось 1200 человек, и он стал визитной карточкой города, так как его продукция была широко известна и пользовалась спросом в Советском Союзе и за рубежом. Объём производства составлял 14 млн рублей в год, ассортимент насчитывал более 250 наименований.
После восстановления независимости Латвии завод закрылся, остался заводской музей стекла. Заводскую территорию выкупил немецкий предприниматель, организовавший там предприятие «Летглас». Он был признан банкротом в 2008 году, ценное оборудование вывезли, но удалось сохранить уникальную коллекцию заводского музея, для которого самоуправление предоставило новое помещение.

### Ливанский опытный биохимический завод
Строительство завода началось в 1965 году для внедрения в производство достижений латвийского академика Риты Кукайн, которая в своей лаборатории Института микробиологии Академии наук Латвийской ССР разработала технологию промышленного синтеза лизина для животноводства. Лизин относится к числу незаменимых аминокислот, которые живой организм не вырабатывает, а получает с пищей. Добавление лизина в корм животных значительно повышало их продуктивность.
После восстановления независимости Латвии завод ликвидировали.

### Ливанский экспериментальный домостроительный комбинат
Завод выпускал «ливанские» сборные домики — коттеджи со всеми удобствами заводского изготовления, собираемые на готовом фундаменте за 16 часов. Конструкцию разработала группа во главе с инженером Виктором Таукулисом. Дома площадью 123 м² изготавливались из древесно-стружечных плит и были рассчитаны на одну семью. В 1977 году опытный образец разместили на Выставке достижений народного хозяйства Латвийской ССР, а первые 10 серийных домов были установлены в совхозе Ремме Салдусского района. В 1978 году комбинат выпустил уже 750 сборных домов, доведя затем производство до 2000 домов в год.
В 1979 году комбинат начал также выпускать домики для садоводов площадью 4 м².
Завод закрылся после восстановления независимости Латвии.

### Современная промышленность в Ливаны
Сейчас в городе работает несколько современных производств, среди них — известная в странах Балтии кондитерская фабрика «Adugs» и высокотехнологичное предприятие по производству изделий из оптического волокна ООО «Z-Light».

## Население
На начало 2024 года население города Ливаны составляло 6790 человек (для сравнения: на начало 2010 года в городе было 9016 жителей).

## Транспорт
Через город проходит государственная автодорога A6, к которой примыкает ряд дорог местного значения.
В XIX веке через город прошла Риго-Динабургская железная дорога, станция Ливенгоф (ныне Ливаны) открылась 12 (24) сентября 1861 года.

## Галерея

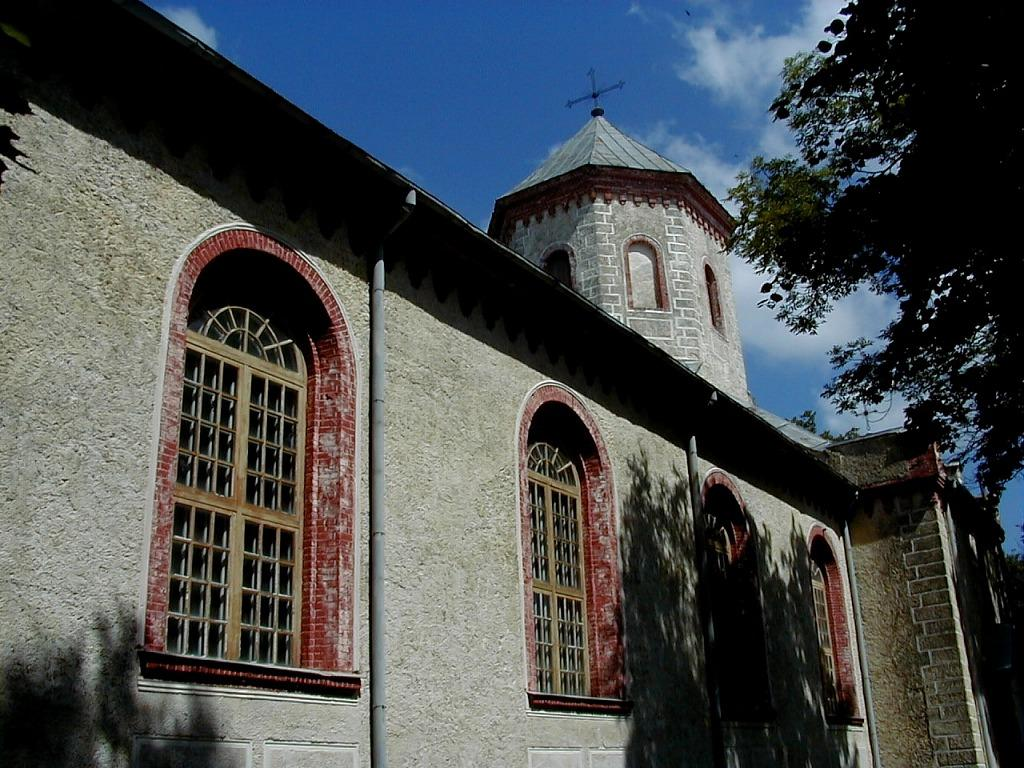
Католическая церковь
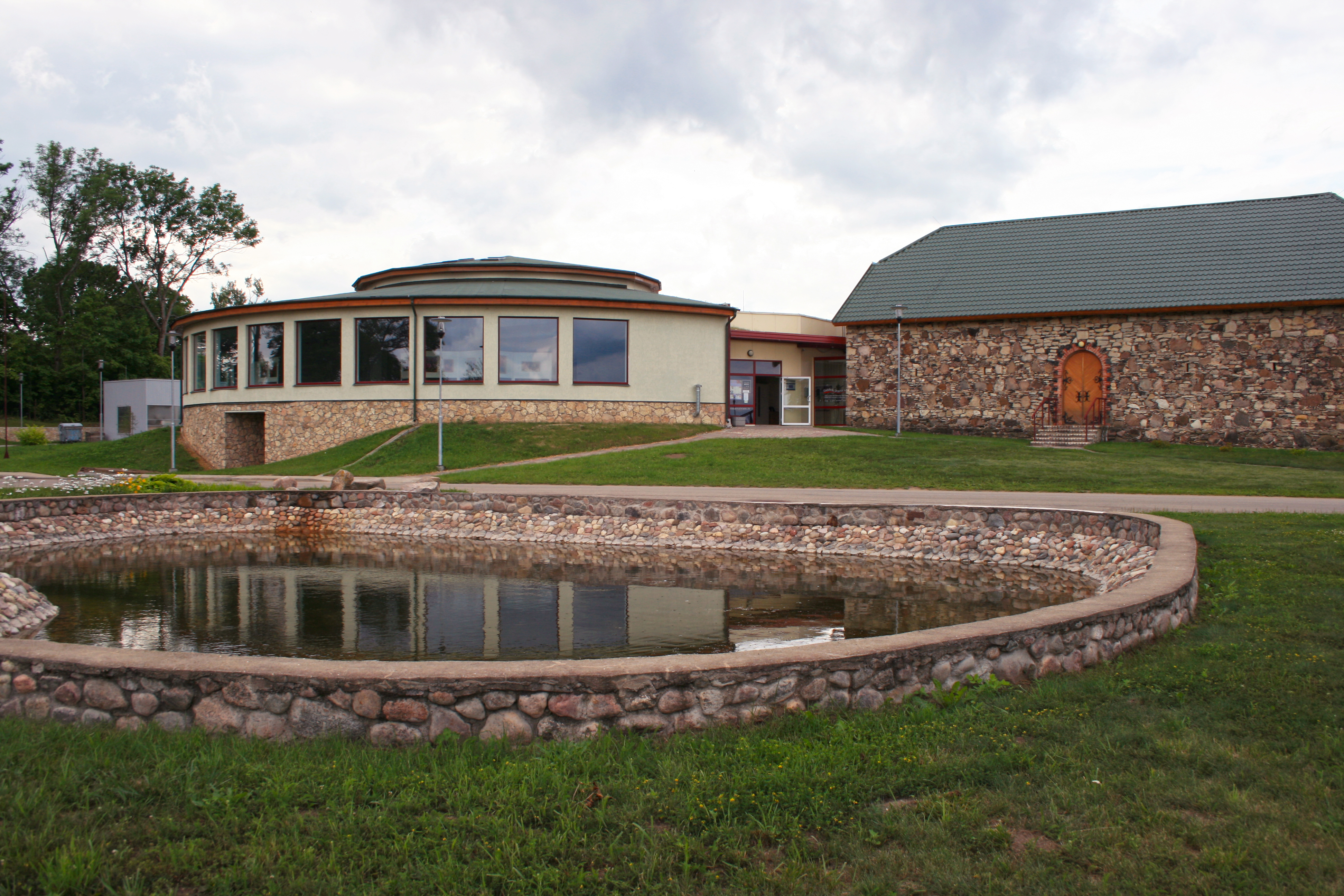
Центр искусств и ремёсел
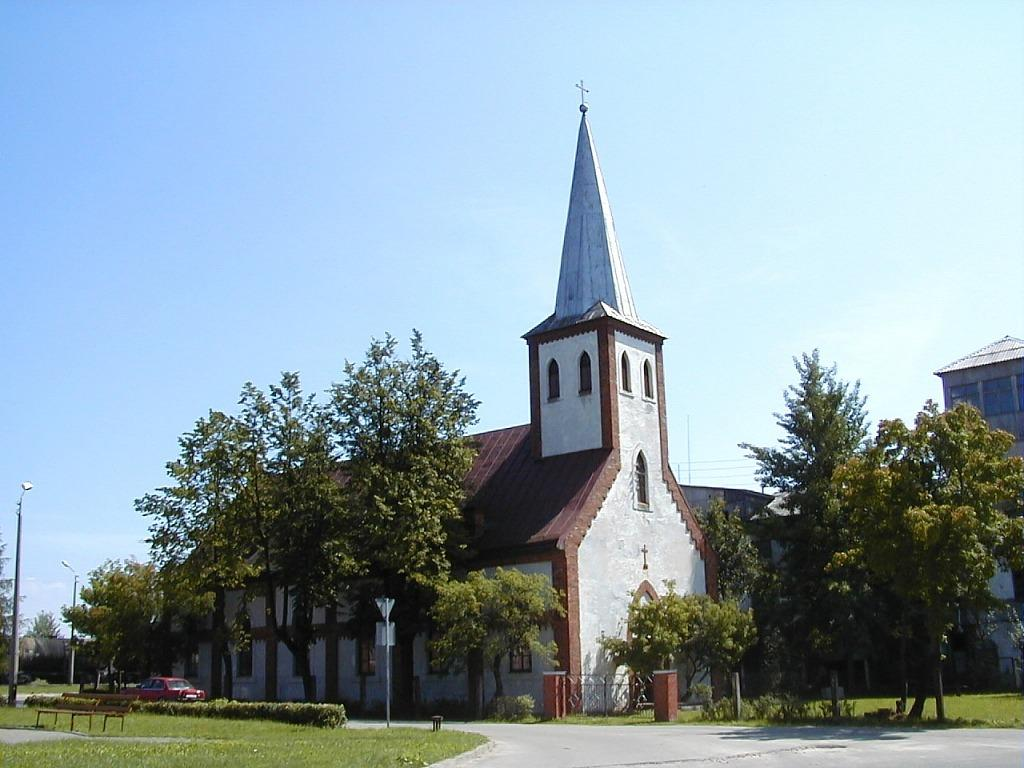
Лютеранская церковь
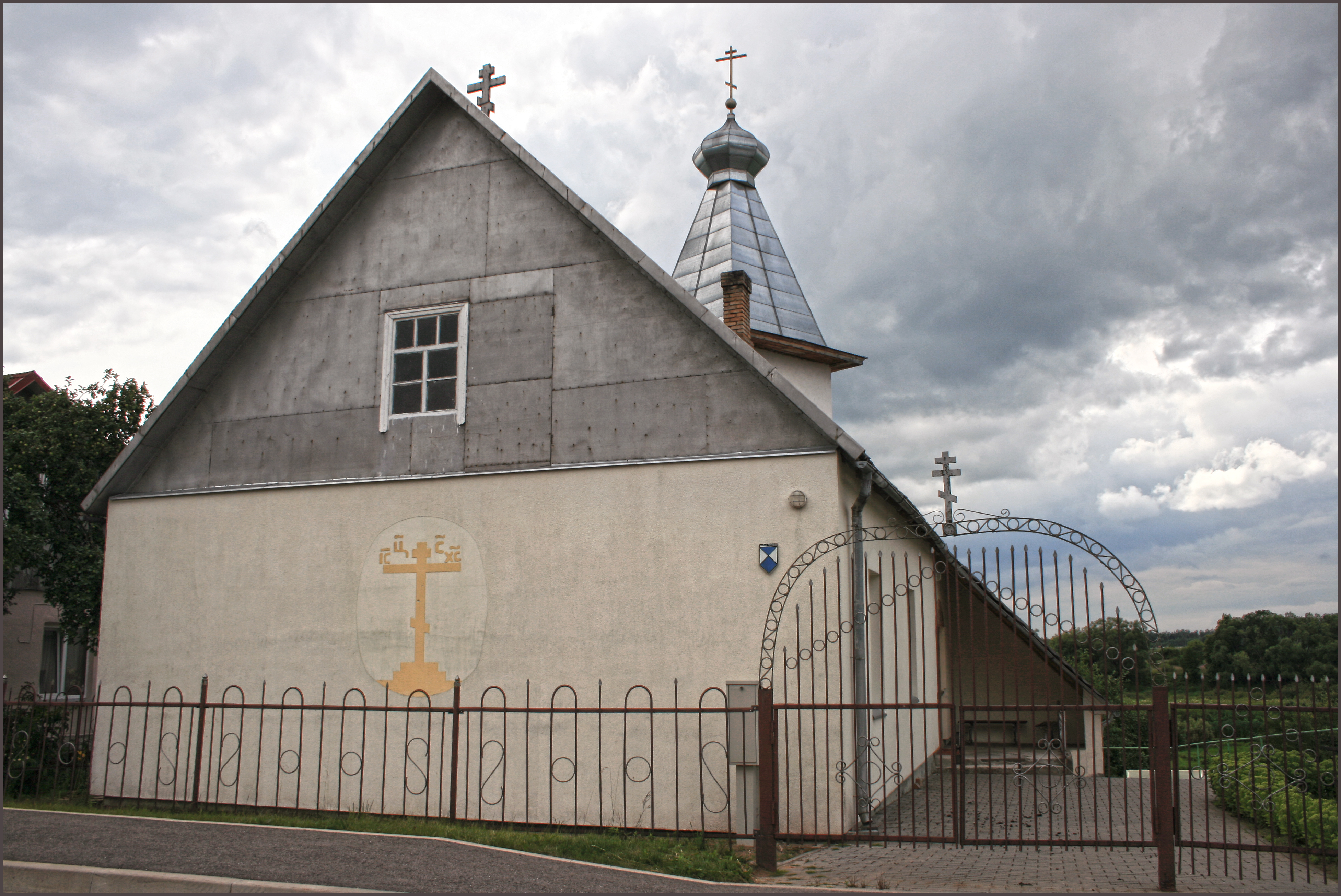
Старообрядческая церковь
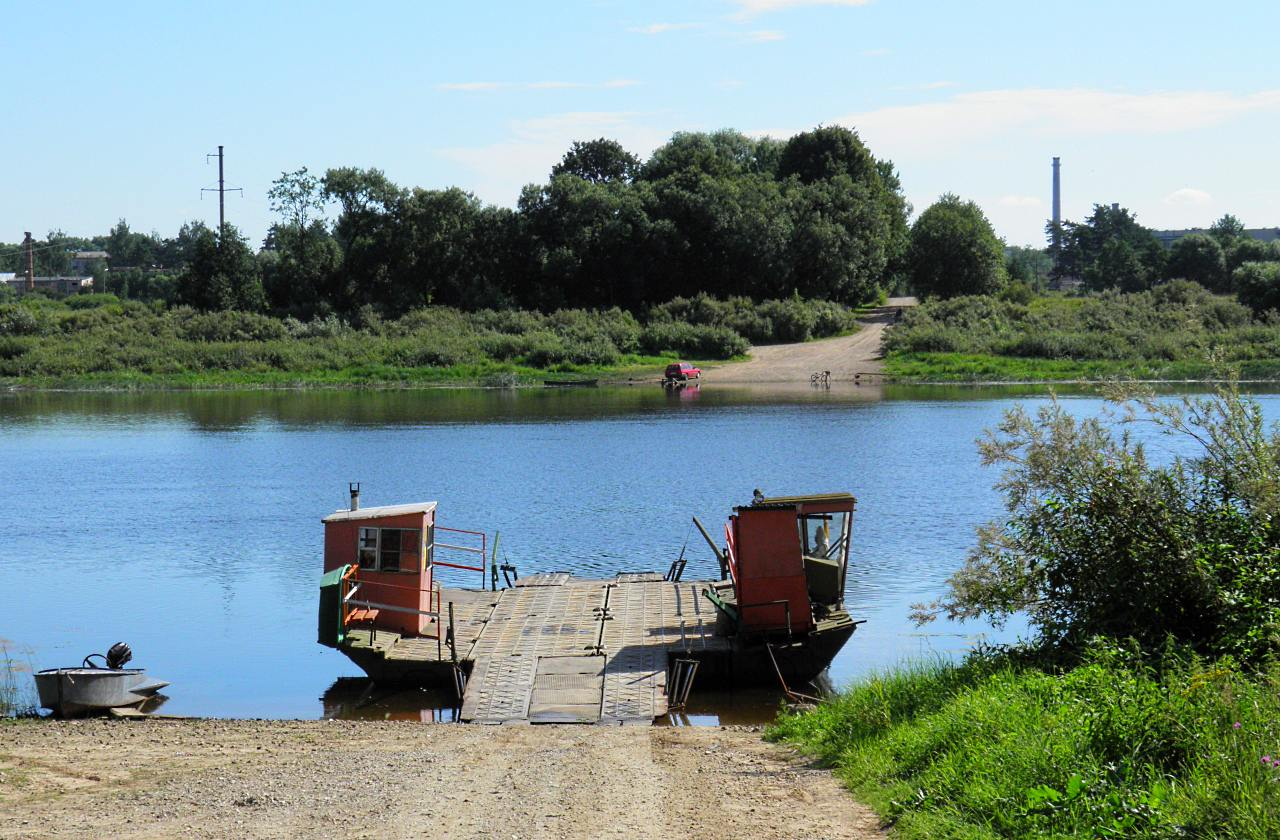
Переправа через Даугаву